# Commelina petiolata
Commelina petiolata là một loài thực vật có hoa trong họ Commelinaceae. Loài này được Abeyw. mô tả khoa học đầu tiên năm 1959.